# Walon Green
Pour les articles homonymes, voir Green.
Walon Green (né le 15 décembre 1936 à Baltimore, Maryland, États-Unis) est un producteur de cinéma, scénariste, réalisateur et directeur de la photographie américain.

## Filmographie

### Comme producteur
- 1969 : The Mystery of Animal Behavior (TV)
- 1971 : Des insectes et des hommes (The Hellstrom Chronicle)
- 1972 : Plimpton! Adventures in Africa (TV)
- 1975 : Strange New World (TV)
- 1981 : Capitaine Furillo (Hill Street Blues) (série télévisée)
- 1993 : Tireur d'élite (Sniper)
- 2003 : L.A. Confidential (TV)
- 2005 : New York, cour de justice (Law & Order: Trial by Jury) (série télévisée)

### Comme scénariste
- 1969 : La Horde sauvage (The Wild Bunch)
- 1972 : Plimpton! Adventures in Africa (TV)
- 1975 : Strange New World (TV)
- 1977 : Le Convoi de la peur (Sorcerer)
- 1978 : Têtes vides cherchent coffres pleins (The Brink's Job)
- 1979 : La Vie secrète des plantes (The Secret Life of Plants)
- 1980 : Mysteries of the Sea (TV)
- 1982 : Police frontière (The Border)
- 1985 : Robert Kennedy & His Times (feuilleton TV)
- 1986 : Les Guerriers du soleil (Solarbabies)
- 1989 : Crusoe (en)
- 1990 : RoboCop 2
- 1996 : L'Effaceur (Eraser)
- 1998 : The Hi-Lo Country
- 2000 : Dinosaure
- 2002 : Zero Effect (TV)

### Comme réalisateur
- 1967 : Spree
- 1969 : The Mystery of Animal Behavior (TV)
- 1971 : Des insectes et des hommes (The Hellstrom Chronicle)
- 1972 : Plimpton! Adventures in Africa (TV)
- 1974 : Up from the Ape
- 1979 : La Vie secrète des plantes (The Secret Life of Plants)